# Irina Rimes

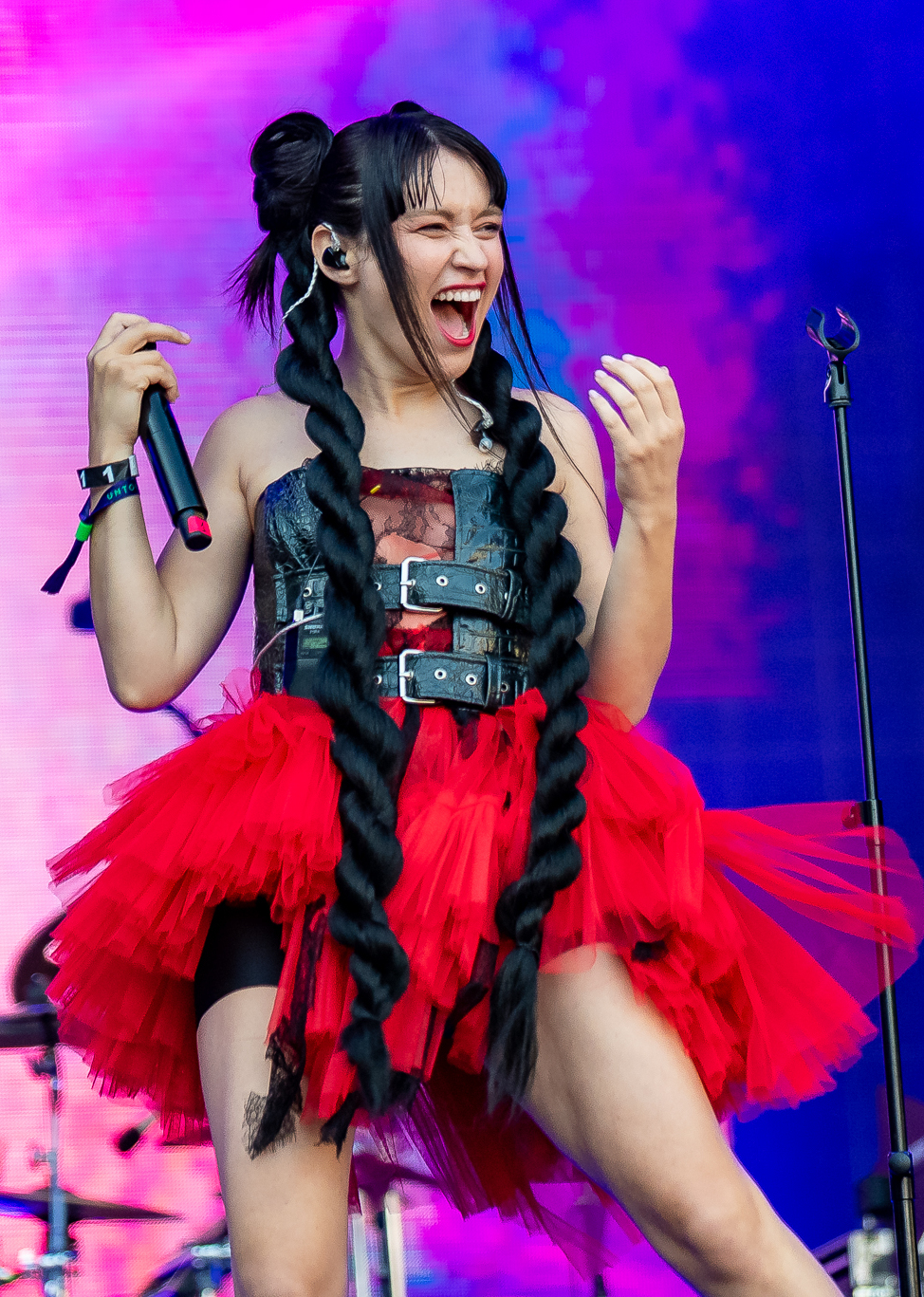
Irina Rimes (2023)

Irina Rimes (* 22. August 1991 als Irina Rîmeș in Izvoare, Rajon Florești, Moldauische SSR) ist eine Sängerin und Songwriterin aus der Republik Moldau, die derzeit in Bukarest lebt und arbeitet. Irina Rimes wurde in der Republik Moldau bekannt, nachdem sie 2012 am Star-Factory-Wettbewerb teilgenommen hatte, bei dem sie das Finale erreichte. 2016 startete sie ihre Karriere mit dem Song Visele, der in den rumänischen Radiocharts auf Platz 1 landete. Es folgten weitere Hits, die Irina Rimes zu einer der erfolgreichsten rumänischen Sängerinnen machten. Rimes hat drei Studioalben veröffentlicht: Despre el (2017), Cosmos (2018) und Pastila (2020), aber auch zahlreiche Songs für andere Künstler komponiert, darunter Andra, Inna, Alina Eremia, Raluka oder Antonia.
Seit 2018 ist sie einer der vier Coaches der Show Vocea României. 2019 zählte sie das Magazin Forbes Romania zu den erfolgreichsten Menschen der Generation „unter 30“.

## Leben und Karriere

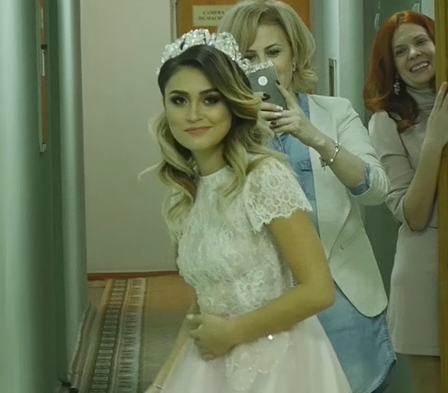
Irina Rimes hinter den Kulissen eines Konzertes in Chișinău (2016).

### 1991–2015: Kindheit und musikalische Anfänge
Irina Rimes wurde als erstes Kind von Valentina und Tudor Rîmeș geboren. Rimes hat einen jüngeren Bruder namens Vitali. Sie gab in Interviews an, dass ihr Interesse für Musik durch ihre Familie geweckt wurde, insbesondere durch ihren Vater und die Großmutter. Rimes zeigte schon früh eine Vorliebe für das Schreiben und Komponieren. Mit Beginn des Gymnasiums zog Rimes nach Soroca, wo sie bis 2010 das theoretische Gymnasium Constantin Stere besuchte und ihr Studium an der Akademie für Musik, Theater und Bildende Kunst in Chișinău abschloss. Rimes' erste musikalische Versuche in der Öffentlichkeit begannen 2009, als die junge Sängerin mit LaYeR, einem Rapper aus Florești, ein Duett auf Russisch namens Vremea aufnahm. Später komponierte und sang sie mehrere Lieder, die sie unter dem Namen Irina Remesh auf die YouTube-Plattform hochlud, darunter Gimme Reason to Believe, M-ai pierdut oder This is My Life. 2011 trat Rimes mit dem Song "luzii deșarte in die moldauische Auswahl für den Eurovision Song Contest ein, qualifizierte sich jedoch nicht für das Finale des Wettbewerbs. Im Frühjahr 2012 nahm Rimes am Show-Wettbewerb Fabrica de staruri teil, bei dem sie mit Songs von Mădălina Manole, Adele oder Alicia Keys Publikum und Jury beeindruckt. Sie erreichte schließlich das große Finale und lernte dabei den Musiker Andi Bănică kennen. Aus dieser Bekanntschaft folgte eine lange berufliche Zusammenarbeit und schließlich die Heirat mit Bănică. Nach der Show veröffentlicht Irina das Lied Iluzii deșarte zusammen mit einem Video erneut und der Song wurde daraufhin zum Hit des Jahres in Moldawien. 2012 erschien die Single Simply Friends, die in der Republik Moldau in die Top 3 der meistgespielten Songs einstieg.
Ende 2012 sprachen Irina Rimes und Bănică über ihren Wunsch, nach Rumänien zu ziehen, um ihre Musikkarriere zu festigen. Dies sollte einige Monate später geschehen, als sie eine Vereinbarung mit dem Produktionsteam von The Lions Beat traf, mit dem sie begann, Songs mit einer „3D, revolutionären“ Technik aufzunehmen. Für dieses Projekt gab Rimes den Namen Remesh auf und begann, das Pseudonym Irra zu verwenden – ihre erste Single war Earthquake, veröffentlicht im Oktober 2013, gefolgt von Bleeding You, Pun pariu pe talent und Tune It Up im Jahr 2014. Obwohl drei dieser Lieder Videos enthielten und Irina Rimes Fernsehauftritte im Radio und bei der Radar Media Awards Gala hatte, erwies sich das Irra-Projekt als kein Erfolg. Irina Rimes konzentrierte sich darauf, Songs für andere Künstler zu schreiben.

### 2016–2017: Erfolge mit „Visele“ und dem AlbumDespre el
Nachdem Rimes in Bukarest lebte, wurde sie während einer Studio-Session von der Sängerin Raluka entdeckt. Raluka bot Rimes einen Vertrag beim Künstlerprojekte Quantum Music an, um die ersten Schritte ihrer musikalischen Karriere finanzieren zu können. Mit der Unterstützung von Quantum Music veröffentlichte Irina Rimes im April 2016 ihre erste Single Visele. Der von Rimes und Andi Bănică komponierte Song wurde schnell zu einem der Hits der rumänischen Sommer-Charts und stieg im Airplay auf Rang 100 auf. Mitte Oktober wurde Dreams zum meistgespielten Song im rumänischen Radio. Im Herbst desselben Jahres arbeitete Irina Rimes mit DJ Sava an dem Song I Loved You, der zu einem gemäßigten Hit werden sollte und in Rumänien den 24. Platz belegte. Ende 2016 startet Rimes die Trilogie Secret Loves – bestehend aus den Songs Iubirea noastră mută, Da' ce tu und Haina ta. Im gleichen Zeitraum komponierte RimesSongs für Inna, aber auch für ihr erstes Studioalbum. Rimes' Erfolg führte dazu, dass das Magazin Cosmopolitan es „the revelation of 2016“ nannte, und während der 15. Ausgabe der Radio Romania Music Awards erhielt Rimes die Auszeichnung für das „Debüt des Jahres 2016“. Der Song I Loved You bekam den Preis in der Kategorie „Best Pop-Dance Song“.

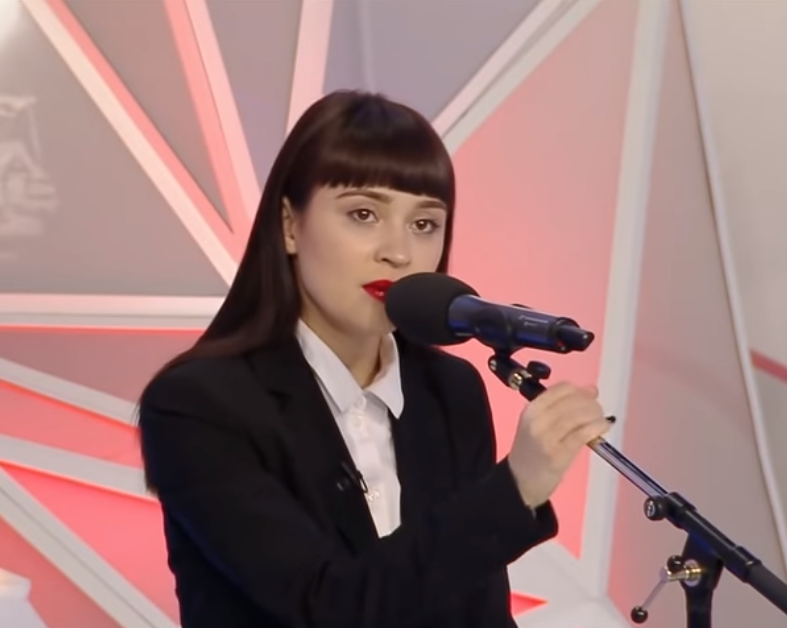
Irina Rimes bei einer Fernsehsendung in der Republik Moldau (2018)

Der Erfolg und die Qualität der von Irina Rimes geschriebenen Lieder brachten ihr schnell Kollaborationen aus der Position der Komponistin mit berühmten Namen der rumänischen Musikindustrie. Im Jahr 2017 komponierte sie weiterhin Songs für ihr Debütalbum, aber auch für andere Künstler. Gleichzeitig versuchte sie ihren kommerziellen Erfolg in Rumänien durch mehrere Hits zu festigen. Der Song Ce s-a întâmplat cu noi und der Song Cupidon, der mit dem Rapper Guess Who aufgenommen wurde, sollten zwei der erfolgreichsten Songs des Sommers 2017 werden, beide wurden von Media Forest in den Top 10 platziert. Rimes arbeitete auch mit dem Rapper Killa Fonic an dem Song Piesa noastră, aber auch mit Vunk an der Single Stai lângă mine zusammen. Im August veröffentlichte Rimes ein Lied auf Englisch, My Favourite Man, das in den rumänischen Charts auf Platz 29 lag. Im Oktober 2017 erschien die Single Bolnavi amândoi, die den 5. Platz in den Airplay-100-Charts erreichte und damit nach Videle der größte Hit von Irina war. Bei den Media Music Awards 2017 gewann Irina die Trophäen „Best New Artist“ und „ProFM Award“.
Die Veröffentlichung des Debütalbums von Irina Rimes mit dem Titel About Him, das von Global Records vertrieben wird, fand am 17. Oktober 2017 statt. Das Album enthält zehn Songs, deren Texte und Melodielinien von Rimes geschrieben wurden, darunter die Hits Visele, Ce s-a întâmplat cu noi oder Bolnavi amândoi.

### 2018 bis heute: Jurymitglied bei „Vocea României“ und AlbumCosmos

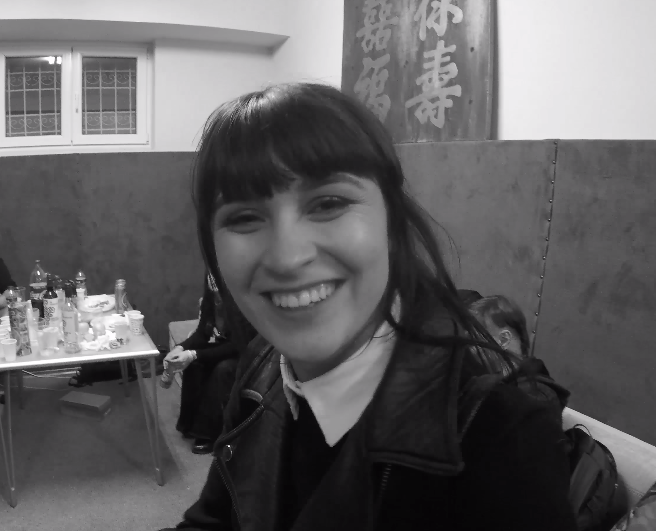
Irina Rimes während eine Vlogs (2018)

Im Frühjahr 2018 kehrt Irina Rimes mit der zweiten Trilogie ihrer Karriere zurück – bestehend aus den Songs Beau, În locul meu und Cel mai bun prieten. Die drei Songs profitierten von Werbevideos, aber nur Beau rangierte in den Airplay 100 auf Platz 52. Obwohl die neuen Songs die vorherigen Tracks in den Charts nicht beeinflussten, bekam sie über 18 Millionen Aufrufe auf YouTube. Auch die Hits Cupidon und Bolnavi amândoi sollten 2018 stark in die Charts einsteigen und wurden von Media Forest zum zweiten Mal in Folge in die Liste der Sommerhits aufgenommen. Als erfolgreich sollte sich auch die Zusammenarbeit mit der Band The Motans erweisen, die im Herbst sukzessive auf Platz 15 der rumänischen Radiocharts kletterten.

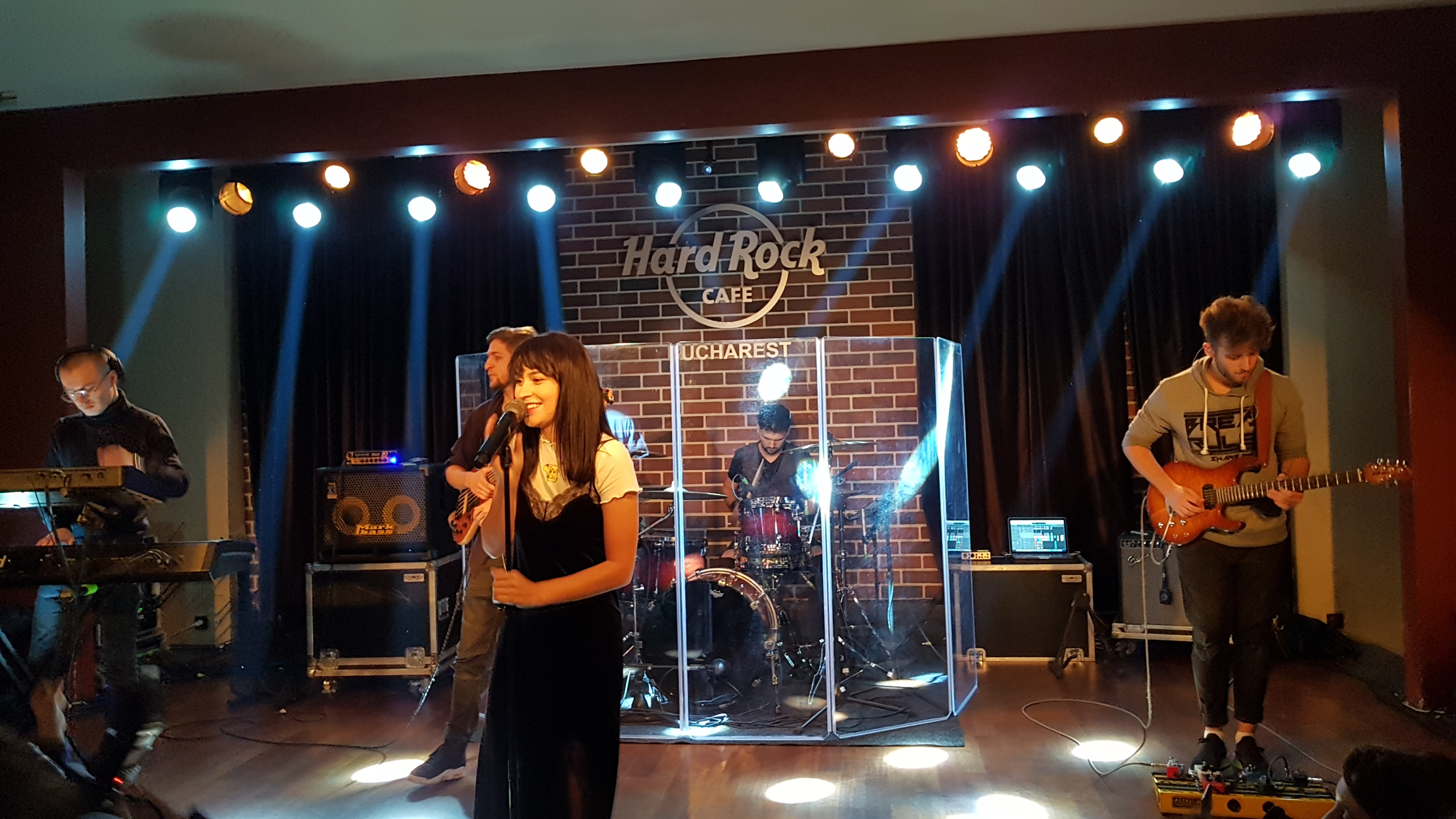
Irina Rimes mit Band im Hard Rock Café Bukarest (2019)

Irina Rimes verbrachte einen guten Teil des Jahres 2018 damit, an ihrem zweiten Studioalbum zu arbeiten, aber auch am Set des Show-Wettbewerbs Vocea României (The Voice of Romania), wo sie im Juni als Jurorin bekannt gegeben wurde. Einer der Höhepunkte der Saison fand im großen Finale statt, wo Irina Rimes mit Dora die Single Nu știi tu să fii bărbat sang. Das Lied kletterte schnell auf Platz 9 in der Spitze der meistgespielten Lieder Rumäniens. Das zweite Studioalbum von Rimes mit dem Titel Cosmos wurde am 10. Dezember 2018 bei dem Label Global Records veröffentlicht. Mit dem Album wurde ein gleichnamiges Buch publiziert, das eine Reihe von Gedichten von Rimes enthält. Ihr Buch wurde während einer Veranstaltung im Nationalen Operettentheater „Ion Dacian“ in Bukarest öffentlich präsentiert, aus dem die Schauspielerin Maia Morgenstern einige der im Buch enthaltenen Gedichte vortrug.
Anfang 2019 wurde Rimes während der Veranstaltung „Man of the Year 2018“ in Chișinău zur „Künstlerin des Jahres“ in Bessarabien gekürt. Im Februar debütierte die Künstlerin als Synchronsprecherin in der rumänischen Version von The Lego Movie 2 als Königin Watevra Wa’Nabi. Rimes promotete das Album Cosmos im Jahr 2019 weiter und veröffentlichte die meisten der auf der CD enthaltenen Songs als Singles, z. B. Dans, 24:00, Ce se întâmplă, doctore, Nicăieri und Dorule. Im Sommer 2019 gab Rimes verschiedene Konzerte in Rumänien, nahm an den Dreharbeiten zur Show Vocea României teil, wo sie ihre Position als Jurorin wieder aufnahm. Zudem arbeitete sie mit dem türkischen DJ Mahmut Orhan an den Songs Schhh und Hero sowie mit der moldauischen Band Zdob și Zdub an dem Song Sânziene. Die im September veröffentlichte die Single În palme kletterte in Rumänien nach und nach auf Platz 15 der offiziellen Charts. Im Herbst 2019 startete Rimes die zweite nationale Tournee ihrer Karriere mit über 500.000 Zuschauern. 2020 veröffentlichte sie mit dem US-amerikanischen Sänger und Songwriter Cris Cap den Song Your Love, der von Universal Music vertrieben wird.

## Privates
Irina Rimes lebte nach der Trennung von Andi Bănică mit dem rumänischen Schlagzeuger Alexandru Badea zusammen. Zurzeit ist sie mit dem französischen Sänger David Goldcher liiert.

## Diskografie (Auswahl)

### Alben
- 2017: Despre el
- 2018: Cosmos
- 2020: Pastila

### Singles
- 2016: „Visele“
- 2016: „I Loved You“ (feat. DJ Sava)
- 2017: „Ce s-a întâmplat cu noi“
- 2017: „Cupidon“ (feat. Guess Who)
- 2017: „My Favourite Man“
- 2017: „Bolnavi amândoi“
- 2018: „Cel mai bun DJ“ (feat. The Motans)
- 2018: „Nu știi tu să fii bărbat“
- 2019: „POEM“ (feat. The Motans)
- 2019: „În palme“
- 2020: „3 inimi“ (feat. Carla’s Dreams)
- 2020: „Your Love“ (mit Cris Cab)
- 2021: „N-avem timp“